# Henry Le Chatelier
Henry Louis Le Chatelier (Parijs, 8 oktober 1850 – Miribel-les-Échelles, 17 september 1936) was een Franse scheikundige, metaalkundige en natuurkundige. Zijn belangrijkste bijdragen liggen in de thermodynamica.
Le Chatelier was vanaf 1898 hoogleraar aan het Collège de France en daarna aan de Sorbonne.
Zijn onderzoeken gingen over de soortelijke warmte van gassen en silicaten. In 1888 formuleerde hij het principe van Le Chatelier, ook wel het beginsel van de kleinste dwang genoemd. Volgens dit thermodynamische principe probeert een systeem dat zich in een evenwichtstoestand bevindt een verandering van een toestandsgrootheid te compenseren door het veranderen van andere toestandsgrootheden. Een toestandsgrootheid kan bijvoorbeeld temperatuur, druk of concentratie zijn.
Hij is een van de 72 Fransen wier namen in reliëf op de Eiffeltoren zijn aangebracht.